# Domaine PAS
Le domaine PAS est un domaine structurel présent dans de nombreuses protéines de signalisation et qui fonctionne comme un détecteur de signal,. On trouve de tels domaines chez un grand nombre d'êtres vivants, des bactéries aux humains. Il a été nommé d'après les trois premières protéines dans lesquelles il a été découvert :
- Per : protéine PER (en) ;
- Arnt : Aryl hydrocarbon receptor nuclear translocator ;
- Sim : Single-minded homolog 1 (en).

De nombreux domaines PAS détectent leur signal à travers un cofacteur associé, comme l'hème. Les facteurs induits par l'hypoxie comptent parmi les protéines contenant un domaine PAS.